# Diplazium navarretei
Diplazium navarretei är en majbräkenväxtart som beskrevs av Robert G. Stolze.
Diplazium navarretei ingår i släktet Diplazium och familjen Athyriaceae. Inga underarter finns listade i Catalogue of Life.